# Platja d'El Puntal (Astúries)
La platja d'El Puntal està localitzada en la parròquia de Sant Martín del Mar, a 7 km de Villaviciosa al Principat d'Astúries. Es tracta d'un petit sorral en el marge esquerre de la ria de Villaviciosa situada dins d'un Espai Natural i una ZEPA, i catalogat com LIC, formant part de la coneguda com a Costa verda o Costa Oriental d'Astúries. En els seus voltants es pot gaudir del paisatge de la ria a través d'un passeig recentment creat.
Té una longitud de 150 m, accessos rodats i està situada en un entorn residencial.